# 対合バナッハ環
対合バナッハ環（ついごうバナッハかん、英: involutive Banach algebra; 対合バナッハ代数）、バナッハ *-環（バナッハ・スターかん、英: Banach *-algebra; バナッハ *-代数, バナッハ対合環）あるいは対合付きバナッハ環 (Banach algebra with involution) は、複素数体上のバナッハ環 A で、対合 ∗: A → A を持ち、以下の条件を満たす: x, y ∈ A および λ ∈ C は任意、かつ λ は λ の複素共軛として
1. (x + y)* = x* + y*
2. (λx)* = λx*
3. (xy)* = y* x*
4. (x*)* = x

さらに（多くの自然な例においてそうであるように）対合が等距であるという条件
- ‖ x* ‖ = ‖ x ‖

を仮定する場合もある。
しばしば、バナッハ *-環の同義語として「B*-環」(B*-algebra) が用いられる。実際、等距な対合を持つバナッハ *-環はB*-環になる。